# Kroksjöskogen
Kroksjöskogen este o arie protejată (arie specială de conservare — SAC, sit de importanță comunitară — SCI) din Suedia întinsă pe o suprafață de 97,5 ha, integral pe uscat.

## Localizare
Centrul sitului Kroksjöskogen este situat la coordonatele 59°12′55″N 14°34′10″E / 59.2153°N 14.5695°E.

## Înființare
Situl Kroksjöskogen a fost declarat sit de importanță comunitară în iunie 2001 pentru a proteja 1 specie de plante. Situl a fost protejat și ca arie specială de conservare în martie 2011.

## Biodiversitate
Situată în ecoregiunea boreală, aria protejată conține 4 habitate naturale: Mlaștini împădurite, Taiga vestică, Mlaștini turboase de tranziție și turbării mișcătoare, Cursuri de apă de la nivel de câmpie la nivel montan, cu vegetație Ranunculion fluitantis și Callitricho-Batrachion.
La baza desemnării sitului se află o specie protejată de  plante: Buxbaumia viridis.